# Melanolophia argilaria
Melanolophia argilaria är en fjärilsart som beskrevs av Achille Guenée 1858. Melanolophia argilaria ingår i släktet Melanolophia och familjen mätare. Inga underarter finns listade i Catalogue of Life.